# Тереса Уртадо де Орі
Тереса Уртадо де Орі (ісп. Teresa Hurtado de Ory; нар. 6 травня 1983, Севілья, Іспанія) — іспанська театральна та кіноакторка. 

## Біографія
Тереса Уртадо де Орі народилася 6 травня 1983 року у Севільї. Вивчала акторську майстерність у Вищій школі драматичного мистецтва (Севілья).

## Фільмографія
- Астронавти (2003)
- Кастинг (2013)

## Нагороди та номінації
| Нагорода      | Рік  | Категорія          | Фільм        | Результат |
| ------------- | ---- | ------------------ | ------------ | --------- |
| премія "Гойя" | 2005 | краща нова акторка | "Астронавти" | Номінація |